# Branson West
Branson West – miasto w Stanach Zjednoczonych, w stanie Missouri, w hrabstwie Stone.